# مناورات يدا بيد
مناورات يدا بيد أو (بالإنجليزية: Hand In Hand Maneuvers)‏ هي مناورات عسكرية مشتركة تقام بين كل من الصين والهند بهدف ممارسة مكافحة التمرد والإرهاب في إطار تفويض من الأمم المتحدة. والعمل على تعزيز الاتصالات الإستراتيجية عالية المستوى بين البلدي ومواصلة التعاون ودفع العلاقات العسكرية بينهما إلى الأمام .

## المناورات المنفذة
- عقدت النسخة الأولى من المناورات في كونمينغ بالصين في عام 2007.
- عقدت النسخة الثانية من المناورات في بلجاوم بالهند في ديسمبر 2008.
- عقدت النسخة الثالثة من المناورات في نوفمبر 2014 في تشنغدو بالصين بعد توقف دام ما يقرب من خمس سنوات, بعد واقعة عدم منح قائد الجيش الهندي الشمالي آنذاك الجنرال بى ايس جسوال تأشيرة دخول الصين في عام 2010، فقامت نيودلهي بوقف كافة التبادلات الدفاعية الثنائية مع بكين. وقرر الجانبان استئناف المناورات المشتركة في عام 2012، بعد اجتماع جرى بين وزير الدفاع الصينى آنذاك الجنرال ليانغ قوانغ ليه ونظيره الهندي ايه كيه انتوني.[4]